# Авијатик Мисес G 30.07
Авијатик Мисес G 30.07 је бомбардерски авион направљен у Аустроугарској фирми Östereichisch-ungarische Flugzeugfabrik Aviatik Wien. Авион је први пут полетео 2. јула 1916. године. 

## Пројектовање и развој
Почетком 1915. године Авиатик је остварио сарадњу са проф. др. Рихардом Мисесом, у то време познатом теоретичарем и професор аеродинамике на Универзитету у Бечу, на пројекту изградње великих авиона. Први корак је био авион G 30.04 направљен модификацијом серијског авиона Авијатик B.III са два мотора Даимлер снаге 100 / 150KS.
Паралелно са овом модификацијом кренуло је и пројектовање великог бомбардера G 30.07, који је кад је направљен био највећи копнени авион направљен у Аустроугарској монархији. Авион су покретала два Аустро-Дајмлер мотора снаге од 300 KS. За изградњу овог авиона, подигнут је посебан хангар на аеродрому Асперн (Еслинг), где је авион монтиран. Направљена су три прототипа овог типа авиона, G 30.07; G 30.17 и G 30.18.
Први пробни лет, првог прототипа (G 30.07), успешно је обављен  2.07.1916. године.

## Технички опис
Труп је имао основну дрвену конструкцију обложену шперплочама. Попречни пресек трупа је био правоугаоног облика, стим што је горња стана трупа била заобљена. На кљуну трупа се налазио простор (кабина) првог стрелца, затим низом: предњи мотор, кокпит пилота и подног стрелца, стражњи мотор и кабина другог стрелца. Све кабине у трупу су биле отворене. Кабине стрелаца су биле издигнуте и имале су турелу са митраљезом. Кабина пилота је била опремљена управљачким механизмом који је био комбинација полужног и жичаног система и сетом инструмената за контролу лета авиона и рада мотора. Пилот је био заштићен ветробранским стаклом.
Авион су покретала два Аустро-Дајмлер течношћу хлађених мотора са 12 цилиндара V распореда снаге од 300 KS, који су се налазили у трупу авиона. Њихов положај је био попреко у односу на осу авиона. Снага са мотора се карданским вратилима преносила до редуктора, смештених на челичној конструкцији, на које су причвршћене елисе (развод снаге сличан као код аутомобила). За предњи мотор су биле везане вучне дрвене двокраке елисе фиксног корака а за други мотор су биле везане потисне дрвене двокраке елисе фиксног корака. Хладњаци за расхладну течност мотора су се налазили ван трупа авиона између крила. 
Крила су била правоугаоног облика, имала су дрвену конструкцију са две рамењаче обложене платном. Горња и доња крила су била готово иста, конструктивно и по димензијама. Са обе стране трупа, крила су са четири пара упорница повезана међусобно. Дијагоналним жицама (затезачима) крила су додатно укрућена. Крилца (елерони) су била исте, дрвене конструкције пресвучене платном и налазила су се код прототипова G 30.07; G 30.17 само на горњим крилима, док се код прототипа  G 30.18, крилца налазе и на горњим и доњим крилима и тиме им је појачано дејство. Доње крило је из једног дела и носачима је причвршћено за труп авиона, тако да га ваздух обстујава целом својом дужином а труп авиона се налази просторно између горњег и доњег крила.
Реп авиона је био класичан, један вертикални и два хоризонтална стабилизатора дрвене конструкције пресвучене лепенком. Кормило правца и кормила дубине си имала метални конструкцију пресвучену импрегнираним платном.
Стајни трап је фиксан конвенционалног типа са независним ногама, напред дуплирани точкови а назад на репу авиона налази се еластична дрљача као трећа ослона тачка.

## Наоружање
Авион је био наоружан са три митраљеза MG M.07/12 Schwarzlose. Један митраљез се налазио код стрелца који је био постављен на прамцу авиона други се налазио иза пилотског кокпита а трећи митраљез је био постављен на под авиона за одбрану авиона из доње сфере. Поред стрељачког наоружања авион је могао да понесе од 300 до 500 kg. бомби. Обично је то било 7 х 50 = 350 kg.
| Наоружање авиона: Авијатик Мисес G 30.07 |                            |
| Ватрено (стрељачко) наоружање            |                            |
| Топ                                      |                            |
| Митраљез                                 |                            |
| Број и ознака митраљеза                  | 3 х MG M.07/12 Schwarzlose |
| Калибар                                  | 8                          |
| Бомбардерско наоружање (бомбе)           |                            |
| Класичне авио бомбе                      | 7 х 50                     |
| Укупна маса                              | 300 до 500                 |
| Ракетно наоружање (ракете)               |                            |

## Верзије
Направљена су три прототипа овог авиона са ознакама:
- 30.07 - први прототип
- 30.17 - други прототип је имао измењену шасију и кормила у односу на први прототип (30.07).
- 30.18 - трећи прототип је исти као 30.17 стим што је имао елероне и на горњим и доњим крилима.

## Оперативно коришћење
Први лет, првог прототипа (30.07) је обављен 2. јула 1916. на аеродрому у Асперну (данас 22. округ града Беча) и није резултирао аеродинамичким потешкоћама у лету. Лет је прошао без проблема. Уздужна и попречна стабилност су се лако одржавале. Управљање је било лако (само је ефекат елерона био донекле слаб). После неколико кругова, лет у трајању од 10 минута завршен је успешним слетањем на аеродром. 
После неких мањих измена урађених после првог лета, авион је неколико пута летео без икаквих недостатака све до увече веома топлог дана 28. јула 1916. године, када се при слетању срушио са висине од око 20 метара. При удару су се прво поломила крила авиони, затим труп и кормила. Пилоти који су се налазили у авиону, после овако тешког разарања, изашли су из њега неповређени. Спасила их је снажна конструкција средњег дела трупа. Након овог удеса авион 30.07 се није могао више поправити.
Два друга прототипа су у међувремену мало модификована у циљу побољшања дизајна. Прототип 30.17 је у јануару 1918. уништен током слетања. Испитивања трећег прототипа 30.18 су трајала до јесени 1918. када се дефинитивно одустало од овог пројекта.

## Земље које су користиле авион
- Аустроугарска